# Ludwig Wiedenmann
Ludwig Wiedenmann SJ (* 27. Juli 1928 in Regensburg; † 25. April 2020 in Unterhaching) war ein deutscher römisch-katholischer Ordenspriester, Missionswissenschaftler und Publizist. Von 1979 bis 1988 war Wiedenmann Direktor des Missionswissenschaftlichen Instituts Missio in Aachen.

## Leben und Werk

### Schüler und Luftwaffenhelfer
Ludwig Wiedenmann wuchs in Regensburg als Sohn des Schlossermeisters und späteren Regensburger Stadtrats Ludwig Wiedenmann auf, wo er die Klarenangerschule und von 1939 bis 1946 das Alte Gymnasium besuchte. Dann wechselte er an das Kolleg St. Blasien, wo er 1948 das Abitur machte. Von Januar 1944 bis März 1945 war er Luftwaffenhelfer in Regensburg und Nürnberg.

### Zehn Jahre Ausbildung zum Jesuiten
1948 trat er in den Jesuitenorden ein und war bis 1950 Novize in Pullach. Von 1950 bis 1953 studierte er Philosophie an der Hochschule für Philosophie der Jesuiten im Berchmanskolleg, Pullach (heute in München). Von 1953 bis 1957 studierte er Theologie an der Philosophisch-Theologischen Hochschule St. Georgen der Jesuiten in Frankfurt am Main (für das in Pune in Indien vorgesehene Studium wurde das Einreisevisum verweigert). Er schloss beide Studiengänge mit dem Lizenziat ab. 1956 wurde er in der Michaelskirche in München von Joseph Kardinal Wendel zum Priester geweiht. Von 1957 bis 1958 absolvierte er das Tertiat in der Jesuitenniederlassung in Sankt Andrä in Kärnten.

### Promotion in Rom
Von 1958 bis 1961 studierte Wiedenmann Missionswissenschaft an der Missiologischen Fakultät der Päpstlichen Universität Gregoriana in Rom. Er wurde 1962 promoviert mit der Arbeit Mission und Eschatologie. Eine Analyse der neueren deutschen evangelischen Missionstheologie (erschienen 1965 in Paderborn als Bd. 15 der vom Johann-Adam-Möhler-Institut für Ökumenik herausgegebenen Reihe Konfessionskundliche und kontroverstheologische Studien). Die von Professor Pater Joseph Masson SJ (1908–1998) betreute Dissertation füllte eine Lücke, da der in der evangelischen Theologie diskutierte eschatologische Aspekt der Mission in der Denkarbeit der katholischen Missionswissenschaft bis zu diesem Zeitpunkt fast vollständig fehlte. Im Dekret über die missionarische Tätigkeit der Kirche Ad gentes des Zweiten Vatikanischen Konzils (promulgiert am 7. Dezember 1965) wurde der Eschatologie allerdings der Artikel 9 gewidmet.

### Schriftleiter vonDie katholischen Missionenin Bonn
1961 wurde Wiedenmann vom Orden in die Redaktion der zweimonatlich erscheinenden Zeitschrift Die katholischen Missionen berufen. Er betreute dort das Ressort Südasien (Beobachtung der missionarischen Entwicklung, Dokumentation, Kontakt zu Autoren, Beschaffung von thematischen Artikeln, Übersetzungen, Erstellung von Länderberichten). Er nahm am Eucharistischen Weltkongress 1964 in Bombay (heute Mumbai) teil und unternahm Informationsreisen durch verschiedene Länder Asiens (Indien, Sri Lanka, Nepal, Pakistan, Burma/Myanmar, Thailand, Kambodscha, Vietnam, Taiwan, Hongkong und Macao).
1966 hielt er zusätzlich einen Block von Vorlesungen über das Missionsverständnis des Zweiten Vatikanischen Konzils an der Theologischen Fakultät der Universität Innsbruck und ein Seminar darüber an der Philosophisch-Theologischen Hochschule Sankt Georgen in Frankfurt am Main.
1969 übernahm Wiedenmann die Schriftleitung der Katholischen Missionen (und die Leitung der Missionsbibliothek) von Josef Albert Otto (unter Beibehaltung des Ressorts Südasien, erweitert um China) und blieb Schriftleiter von Jahrgang 88 (1969) bis Jahrgang 117 (1998).

### Bildungsarbeit bei Missio in Aachen
Auf Einladung von Prälat Wilhelm Wissing, Präsident des Päpstlichen Werkes der Glaubensverbreitung, später  missio, übernahm Wiedenmann 1974 in Aachen (zusätzlich zu seiner Bonner Aufgabe, in wöchentlicher Zeitarbeit) die Leitung der „Hauptabteilung Bewusstseinsbildung“. Sie umfasste die Koordinierung der missionarischen Bildungsarbeit für Zielgruppen mit der Presse- und Öffentlichkeitsarbeit des Werkes, die Vorbereitung des jährlichen Weltmissionssonntages Ende Oktober, sowie die Zusammenarbeit des Aachener Werkes mit Missio München. In dieser Position war er auch Mitglied der Leitungskonferenz von missio.

### Direktor des Missionswissenschaftlichen Instituts Missio
Von 1979 bis 1988 übernahm Wiedenmann von Georg Schückler die Leitung des Missionswissenschaftlichen Instituts missio (MWI) in Aachen. Das Institut erforschte die „Theologien im Kontext“, die in Asien, Afrika, Lateinamerika entstanden, und führte den wissenschaftlichen Dialog mit den sogenannten Dritte-Welt-Theologen. Es dokumentierte ihre Arbeiten und leistete die Vermittlung zur deutschen Theologie. Es finanzierte Stipendien für Nachwuchstheologen und organisierte Stipendiatentreffen. Es gab Finanzhilfen für verschiedene Projekte der theologischen Arbeit in diesen Ländern. Das Institut hatte zwei Publikationsreihen: die Buchreihe „Theologie der Dritten Welt“ mit Arbeiten bekannter Theologen aus diesen Ländern in deutscher Übersetzung und unter der Leitung des theologischen Referenten Dr. Georg Evers (* 1936) die bibliographische Zeitschrift Theologie im Kontext, die laufend die Inhalte ausgewählter theologischer Zeitschriften in Afrika, Asien und Lateinamerika dokumentierte. Das Institut arbeitete auf Spendenbasis.
In den folgenden Jahren war Wiedenmann auch an der Neuauflage (3. Auflage 1993–2001) des Lexikons für Theologie und Kirche (LThK) beteiligt. Er war „Fachberater für Kirchliche Länderkunde in Afrika, Asien, Australien, Lateinamerika und Ozeanien“, hatte die entsprechenden Beiträge zu beschaffen, zu überprüfen und an die Redaktion weiterzuleiten.

### Mitglied der Würzburger Synode
Auf der Gemeinsamen Synode der Bistümer in der Bundesrepublik Deutschland (1971–1975) zur Umsetzung des Zweiten Vatikanischen Konzils in die deutsche kirchliche Situation war Wiedenmann Vorsitzender der Sachkommission 10 „Gesamtkirchliche Kooperation, Weltmission und Ökumene“ und als solcher auch Mitglied der Zentralkommission der Synode. Die unter seiner Leitung erarbeitete Beschlussvorlage „Missionarischer Dienst an der Welt“ wurde am 19. November 1975 vom Plenum mit 242 Stimmen (bei einer Gegenstimme) angenommen.

### Rolle in der missionarischen Ökumene
1966, nach Abschluss des Zweiten Vatikanischen Konzils übersandte der Deutsche Evangelische Missionsrat (DEMR) unter seinem Vorsitzenden, Bischof Hans-Heinrich Harms, dem Katholischen Missionsrat (KMR) unter seinem Präsidenten Prälat Klaus Mund ein Memorandum zu Fragen der Zusammenarbeit evangelischer und katholischer deutscher Missionare in ihren Missionsgebieten. Prälat Mund bat Wiedenmann, mit einer kleinen Arbeitsgruppe eine Antwort auf das Memorandum zu erarbeiten. Nach diesem schriftlichen Austausch wurde vereinbart, zu den Mitgliederversammlungen der beiden Räte jeweils eine Delegation des anderen Rates einzuladen. Bei wechselnder Besetzung wurde Wiedenmann ständiges Mitglied dieser Delegationen und nahm an der Arbeit des DEMR (durch Referat, Podiumsdiskussion, Kommissionsarbeit, Gespräche) teil, bis zur Spaltung des Missionsrates in das Evangelische Missionswerk (EMW in Hamburg) und die Arbeitsgemeinschaft Evangelikaler Missionen (AEM). Die Delegation des Katholischen Missionsrates nahm weiterhin an den Mitgliederversammlungen des Evangelischen Missionswerkes teil, bis sich der Katholische Missionsrat 2012 auflöste.
Im Rahmen der sich entwickelnden ökumenischen Kontakte arbeitete Wiedenmann in verschiedenen Kommissionen mit, so in der Gemeinsamen Arbeitsgruppe des Sekretariates für die Einheit der Christen und des Ökumenischen Rates der Kirchen über Evangelisation, Er gehörte dem Verwaltungsrat der (evangelischen) Deutschen Gesellschaft für Missionswissenschaft an und organisierte in ihrem Auftrag 1974 den ersten missionswissenschaftlichen Kongress der neu gegründeten International Association for Mission Studies (IAMS) in Frankfurt St. Georgen.

### Missionsprokur der Jesuiten in Nürnberg
Nach der Aufgabe der Zeitschrift Die katholischen Missionen 1998 wechselte Wiedenmann in die Missionsprokur der Jesuiten in Nürnberg und war zunächst in der Redaktion der Zeitschrift weltweit tätig. Anschließend arbeitete er in der Projektabteilung der Missionsprokur (später Jesuitenmission), wo er die Projektanträge, die aus Afrika, Asien und Lateinamerika eingegangen und vom Missionsprokurator Klaus Väthröder zur Bewilligung vorgesehen waren, so bearbeitete, dass sie in Kurzform dem Beirat auf seinen Sitzungen zur Entscheidung vorgelegt werden konnten.

### Ruhestand
Im Jahr 2016 zog sich Wiedenmann nach 55-jähriger missionswissenschaftlicher und -publizistischer Tätigkeit aus Gesundheitsgründen in die Jesuitenkommunität Pedro Arrupe im Alten- und Pflegeheim St. Katharina Labouré in Unterhaching bei München in den Ruhestand zurück. Er starb im April 2020 im Alter von 91 Jahren in Unterhaching an den Folgen von COVID-19.

## Schriften
- Mission und Eschatologie. Eine Analyse der neueren deutschen evangelischen Missionstheologie. Paderborn 1965 (Konfessionskundliche und kontroverstheologische Studien 15) (Dissertationsschrift)
- Buddhismus und Katholizismus in Südvietnam. In: Stimmen der Zeit 91, 1966/1967, 178, S. 332–343.
- Theologische Überlegungen zur evangelisch-katholischen Zusammenarbeit in der Mission. In: Ordenskorrespondenz 8, 1967, S. 381–396.
- Ist Rom auf dem Weg nach Genf?  Entwicklungen auf der Weltkirchenkonferenz in Uppsala 1968. Bonn 1968 (Vorträge im Katholischen Bildungswerk Bonn, 3).
- Eschatologische Aspekte der Mission. In: Verbum SVD 12, 1971, S. 3–19.
- La Chiesa deve ancora convertire i "pagani" ? In: Mondo e missione. Rivista di attualità e cultura. Pontificio istituto missioni estere 102/3, 1973, S. 73–76.
- 100 Jahre "Die katholischen Missionen". 1873–1973. In: Die katholischen Missionen 92, 1973, S. 111–112.
- Missionarischer Dienst an der Welt. Einleitung. In: Gemeinsame Synode der Bistümer in der Bundesrepublik Deutschland. Beschlüsse der Vollversammlung. Offizielle Gesamtausgabe 1. Herder, Freiburg 1976, S. 807–819.
- Weltmission heute. In: Stimmen der Zeit 197, 1979, S. 435–444.
- (Verfasser der Einführung) Den Glauben neu verstehen. Beiträge zu einer asiatischen Theologie (von Catalino G. Arevalo, Aloysius B. Chang und Wendy Flannery), aus dem Englischen übertragen von Ursula Faymonville. Mit einer Einführung von Ludwig Wiedenmann, Freiburg/Basel/Wien 1981; 2. Auflage, Freiburg/Basel/Wien 1987 (Theologie der Dritten Welt 1).
- Missionswissenschaft oder kontextuelle Theologie? Orientierung des Missionswissenschaftlichen Instituts Missio in Aachen. In: Inkulturation und Kontextualität. Theologien im weltweiten Austausch. Festschrift für Ludwig Bertsch SJ zum 65. Geburtstag. Hrsg. von Monika Pankoke-Schenk und Georg Evers. Knecht, Frankfurt a. M. 1994, S. 231–240.
- Das Missionswissenschaftliche Institut Missio in Aachen. In: Festschrift zum 75jährigen Bestehen des Internationalen Instituts für Missionswissenschaftliche Forschungen. Aschendorff, Münster 1986, S. 240–242.
- Eschatologie. VIII. Missionarisch. In: LthK 3, 1995, Sp. 878 f.
- „Geht und entzündet alles!“ 200 Jahre weltweite Jesuitenmission (online)